# 志村秀哉
志村 秀哉（しむら しゅうや、1995年3月25日 - ）は日本の歌手、タレント、俳優。ダンス&ボーカルグループ・超特急のメンバーで、活動名はシューヤ。埼玉県川口市出身。スターダストプロモーション第3事業部所属。日本大学卒業。

## 略歴
演歌歌手をしていた祖母の影響で、幼いころから人前で歌う経験をしていた。中学生のときにEXILEと出会い、アーティストを志す。
エイベックスが運営するエイベックス・アーティストアカデミー東京校に入校し、特待生となる。2015年より2人組ボーカルユニット・7匹のライオンとして約1年間活動。2016年9月よりエイベックスの11人組ダンス&ボーカルグループ・dino（ディノ）のボーカルとして、約1年間活動。
dinoと並行して、2016年11月に完全セルフプロデュースのダンス&ボーカルグループ・WhiteA（ホワイトエース）を結成し、メインボーカルとして活動する。エイベックス育成契約生だったが、その後同社からデビューしないため契約を終了。2020年3月、メンバー脱退などを理由にWhiteAを活動休止した。ここまでは本名の志村卓哉で活動。
2022年、メインダンサー&バックボーカルグループ・超特急の新メンバーオーディションに応募し、8月8日にバックボーカルとして加入する。芸名を「志村秀哉」、超特急での活動名を「シューヤ」とする。超特急ではメンバーごとに号車番号と担当があり、シューヤは「11号車、チャラチャラ担当」が割り振られている。イメージカラーはチャコール。

## 人物

### 超特急加入まで
2022年、シューヤはWhiteAを脱退してその後OWVを結成した本田康祐から、超特急の新メンバーオーディションを受けることを強く勧められる。だがWhiteAの活動休止以降、もうダンス&ボーカルグループをやるつもりがなかったシューヤは、応募を見送っていた。一方、オーディションはボーカルのタカシの意向で、ボーカル限定で募集締切を6月15日までに延長する。超特急5人全員で6月10日放送の音楽番組『MUSIC BLOOD』（日本テレビ）に出演し、新メンバー募集について胸の内を語った。シューヤは本田に促されて観たその番組がきっかけで心境が変化し、応募した。

### 超特急として
「チャラチャラ担当」の由来は、見た目・話し方がチャラチャラしていることと、歩くとアクセサリーがチャラチャラと音を立てることからきている。決めポーズとして「ぷぅい」と言いながらピースサインを行う。
1桁号車（オリジナルメンバー）のカイ・リョウガ・タクヤ・ユーキと同学年で、2桁号車（新メンバー）最年少のハルは10歳下となる。加入後のインタビューでは、年齢もあって「オリジナルメンバーと新メンバーの架け橋にならなくてはいけないと思っています」と述べた。
13号車アロハは、dinoで一緒に活動していた。

### 趣味・嗜好
趣味はファッション、美容。シルバーのアクセサリーを好む。特技は歌、バスケットボールで、ハイトーンボイスを得意とする。

### 家族
妹がいる。

## 出演

### テレビドラマ
- 超特急、地球を救え。（2022年9月7日 - 28日、テレビ東京） - 本人 役[35]
- ホスト相続しちゃいました 第1話（2023年4月18日、関西テレビ・フジテレビ）[36]

## 書籍

### 写真集
- 超特急シューヤ 1st写真集『TRENTE』通常版（2025年8月11日発売[37][38]、SPD）ISBN 978-4-9105-2865-6
- 超特急シューヤ 1st写真集『TRENTE』Special Edition（2025年8月11日発売[37][38]、SPD）